# ヤマハ・R1-Z
R1-Z （アールワンズィー）とは、1990年にヤマハ発動機が発売し、1999年に生産を終了した2ストロークエンジンを搭載するネイキッド型オートバイである。
名称の由来は、先代モデルであるヤマハ・RZと主に旧東海道を踏襲する国道1号線(Root1)を掛け合わせた造語である。
オートバイ雑誌を主体にした広告では、名称の由来となった所謂国1(こくいち)浜名バイパスの浜名大橋を撮影ロケ地に採用している。尚、「アールワンズィー」という読み方は、カタログにも掲載されていた。

## 概要
ライバル機種は2ストローク2気筒250ccロードスポーツや4ストローク4気筒400ccロードスポーツ。R1-ZはNSR250R（ホンダ）、RGV250Γ（スズキ）などのレーサーレプリカとは明らかに異なる味付けがなされている。当時の2サイクルロードスポーツ車はレーサーレプリカタイプが主流で、高出力を追求したメッキシリンダー採用のV型エンジンを、軽量高剛性なアルミ合金製のフレームに搭載した車種がほとんどであった。対して、R1-ZはTZR250(1KT)と共通の鉄スリーブのパラレルツインエンジンをリセッティングし、フレームもスイングアームもスチール製のトラス構造である。初代TZR250(1KT)と同系のエンジンを搭載するが、細部には変更が加えられている。
2気筒分のサイレンサーが右側に設置されているなどの個性的なスタイルに加え、ヤマハ伝統の2ストロークパラレルツインエンジンが生み出す、絶対的な速さよりもライディングプレジャーを前面に押し出した加速特性が、先鋭化し過ぎた当時のレーサーレプリカをためらうユーザーを惹きつけた。1990年代に環境問題で2ストロークエンジンを搭載したモデルが次々に生産中止となるなか、R1-Zはマイナーチェンジを経て生産が続けられ、日本のバイクメーカーが2ストローク250ccバイクの生産販売を一斉に取り止める1999年まで新車販売されていた。
マイナーチェンジの内容は、馬力規制に伴ったCDIの変更、ハザードランプスイッチの追加、フレーム補強、ラジアルタイヤの採用、サスペンションの改良、シート形状の改良、ステップの振動対策のためのウエイト追加などが挙げられる。ちなみにセルスターターは装備されなかった。
構成部品はFZRなど他車種との部品共有が多く、RZのように全ての部品が専用設計であったわけではない。エンジンはTZR初期型と同型ではあるが、キャブレター口径を28mm→26mmへサイズダウン、点火時期の変更、ミッションギヤレシオや2次減速比を低速に設定したことなどにより、街中での扱いやすさが考慮されている。
2ストロークパラレルツインの「ヤマハRシリーズ」はR1から始まり、R2、R3、RX、RD、RZと続き、R1-Zで終わった。
R1-Zは二度のモデルチェンジを経たため、俗にいう三つの「型式」が存在する。フレーム番号で分類できる。
- 3XC1（1990年6月発売）：3XC-000101 - 白（シルキーホワイト）、黒（ブラック2）、赤（ビビッドレッドカクテル1）
- 3XC2（1991年9月発売）：3XC-030101 - 白（シルキーホワイト）、黒（ブルーイッシュブラック2）
- 3XC3（1992年12月発売）：3XC-040101 - 白（ブルーイッシュホワイトカクテル1）、ガンメタリック（フロストシルバー）